# Sum Records
Sum Records fue un sello discográfico de Argentina, dependiente de Roadrunner Records, dependiente de Warner Music Group desde 2006. Comercializó en Latinoamérica (incluyendo Brasil) todo el catálogo de Roadrunner, y también otras grabadoras como Mute Records, XL Recordings, entre otras. Cerró en 2006 con la compra de Roadrunner por Warner Music Group.